# Maître de Lourinhã
Maître de Lourinhã est le nom de convention donné à un peintre anonyme portugais, peut-être d'origine flamande, actif au Portugal entre 1510 et 1525.

## Œuvre
Il est possible que le Maître de Lourinhã ait appartenu, tout comme Frei Carlos, à un groupe de peintres flamands venus au Portugal en 1512 pour y intégrer l'atelier de leur compatriote Francisco Henriques,.
Son nom de convention a été proposé par l'historien Luis Reis-Santos sur la base de deux grands tableaux (Saint Jean Baptiste et Saint Jean l’Évangéliste à Patmos) peints vers 1515, autrefois attribués à Frei Carlos et exposés à la Santa Casa da Misericórdia à Lourinhã, une ville située à une soixantaine de kilomètres de Lisbonne. Ils proviennent d'un retable d'un couvent hiéronymite fondé en 1513 sur l'île de Berlenga.
Sont également attribués à ce peintre :
- trois panneaux d'un polyptyque comportant des portraits royaux et provenant du monastère de Serra à Almeirim (vers 1513-1515, avant 1517), conservés au Musée national d'art ancien (MNAA) de Lisbonne ;
- deux peintures représentant des saintes et saints franciscains, provenant du couvent lisboète de la Madre de Deus (MNAA) ;
- deux panneaux représentant saint Jacques et saint Antoine, à Notre-Dame du Cap Espichel, à Sesimbra ;
- un Saint Jérôme provenant du couvent hiéronymite de la Penha Longa à Sintra ;
- une Profession de sainte Paula (MNAA)[2].

Il a également pu collaborer à la réalisation du retable du maître-autel de la cathédrale de Funchal, vers 1515.
Son œuvre la plus importante est un polyptyque de douze panneaux (dont huit subsistent et sont conservés au MNAA) consacré à saint Jacques ainsi qu'à l'ordre de Santiago fondé sous le patronage de ce saint. Cet ensemble a été réalisé dans les années 1520-1525 pour l'église du château de Palmela, siège de l'ordre de Santiago, à la demande du grand maître de cet ordre, Dom Jorge, duc de Coimbra, fils naturel du roi Jean II.

Quelques œuvres attribuées au Maître de Lourinhã
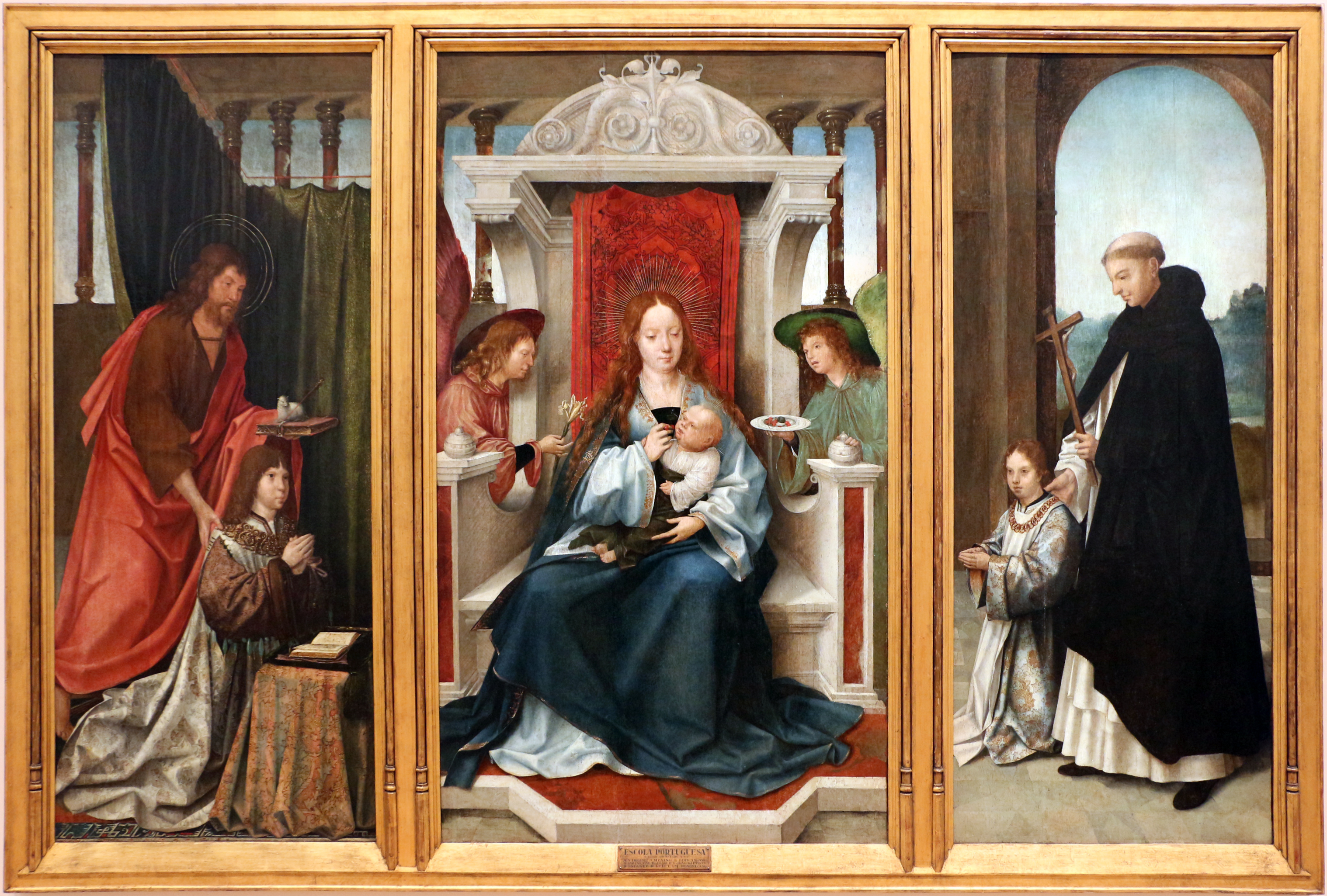
Panneaux du polyptyque d'Almeirim (vers 1513-1515, avant 1517), Lisbonne, MNAA.
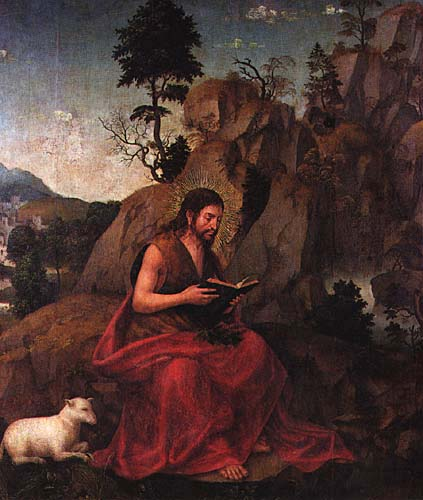
Saint Jean Baptiste (vers 1515), Lourinhã, Santa Casa da Misericórdia.
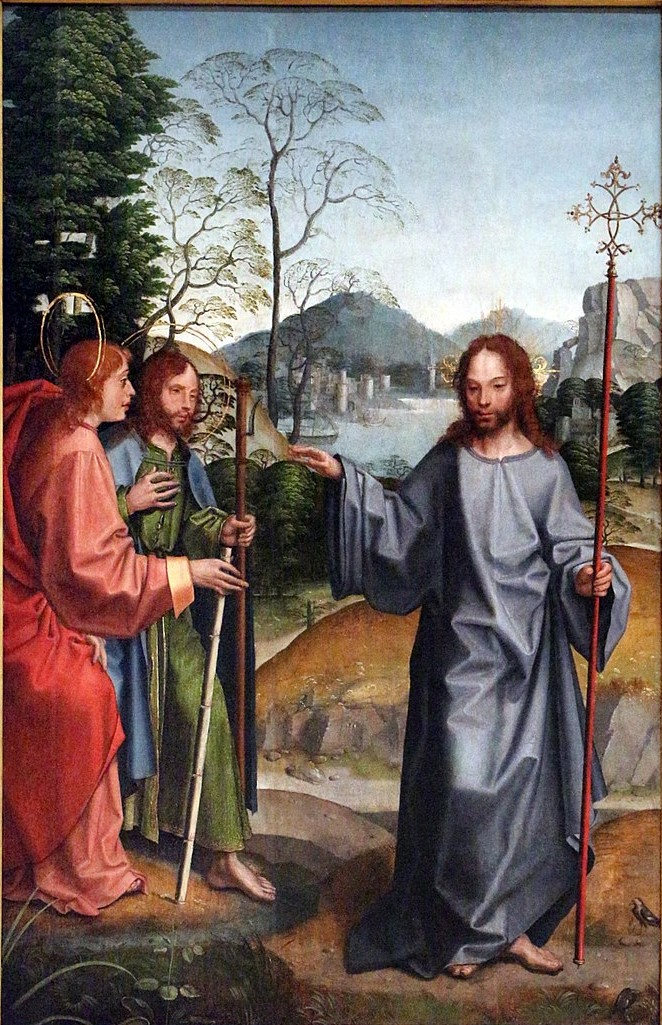
L'Appel des fils de Zébédée, panneau du polyptyque de Palmela (vers 1520-1525), Lisbonne, MNAA.
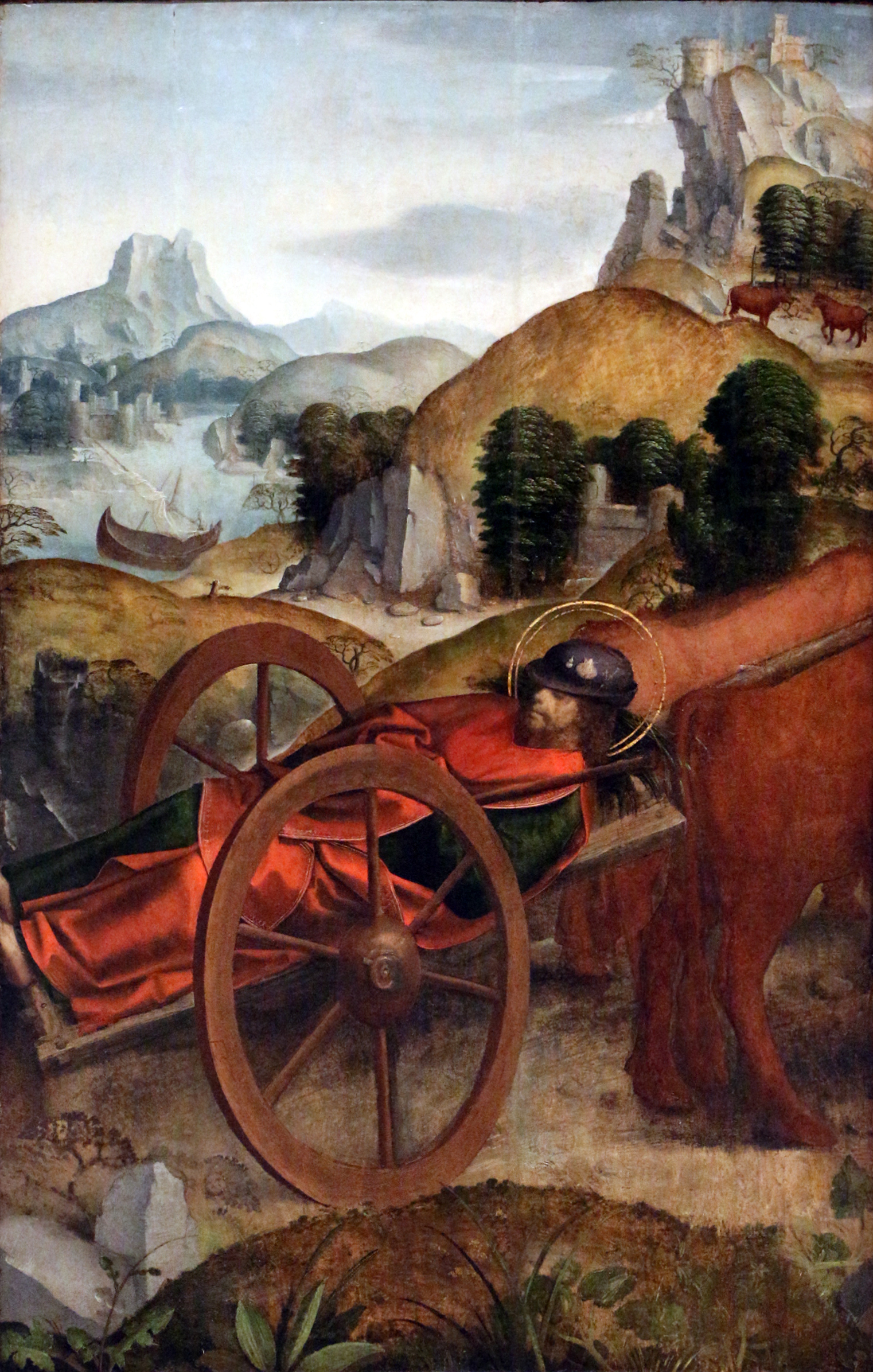
La Translation du corps de saint Jacques, panneau du polyptyque de Palmela (vers 1520-1525), huile sur panneau de chêne, 128 x 84 cm, Lisbonne, MNAA.